# Brentford
Brentford ist ein Stadtteil von London im London Borough of Hounslow an der Mündung des Brent in die Themse. Er befindet sich im Westen von London und ist rund 12,9 km vom Charing Cross entfernt.

## Geschichte

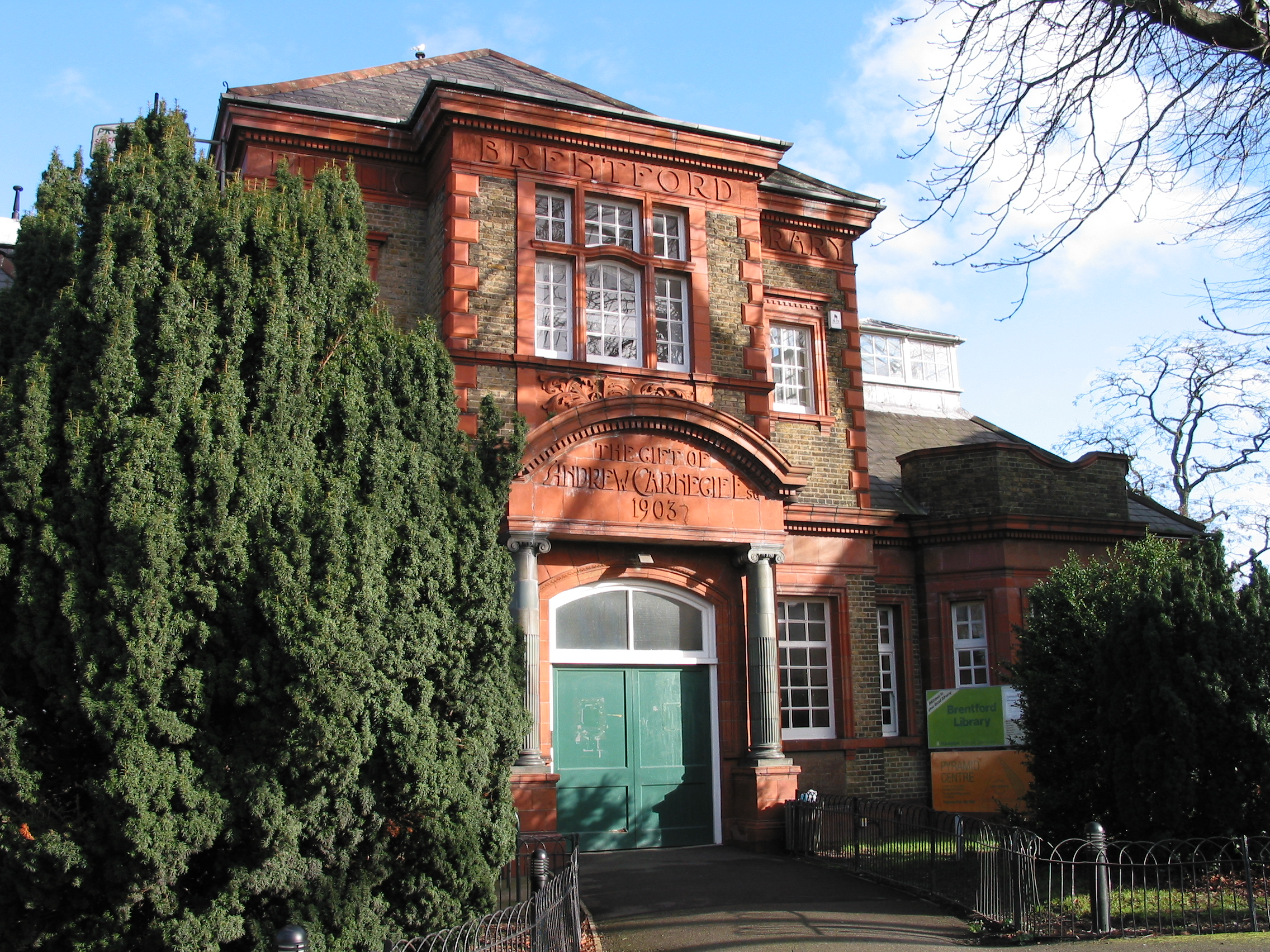
Die Carnegie Library in Brentford

Die Besiedelung von Brent datiert noch aus vorrömischer Zeit und somit sogar aus einer Zeit vor der Gründung Londons. Viele Werkzeuge aus vorrömischer Zeit sind in Brent ausgegraben worden. Die Qualität und die Häufigkeit der gefundenen Werkzeuge lassen vermuten, dass Brentford ein Treffpunkt für vorrömische Völker gewesen ist, welche dort wahrscheinlich Bräuche und Zeremonien abgehalten haben.
Außerdem wird angenommen, dass die Themse in Brentford früher leicht überquert werden konnte und Gaius Iulius Caesar an dieser Stelle die Themse während der Invasion Britanniens überquert habe.
Bis 1888 war Brentford noch ein selbständiger Ort (Middlesex) vor der Stadt.
1889 wurde der im Stadtteil ansässige Fußballverein Brentford FC gegründet, der aktuell in der höchsten englischen Spielklasse, der Premier League, spielt.

## Söhne und Töchter
- Gerard Anderson (1889–1914), Hürdenläufer
- Brian Freeston (1892–1958), Kolonialbeamter
- Kathleen Long (1896–1968), Pianistin und Musikpädagogin
- Margaret Gomm (1921–1974), Schwimmerin
- Johnny Cronshey (1926–2004), Eisschnellläufer
- Elaine Pritchard (1926–2012), Schachspielerin
- Michael Mates (* 1934), Politiker
- Richard Shaw (* 1968), Fußballspieler und -trainer